# Hugh Kellyk
Hugh Kellyk (fl. XV secolo) è stato un compositore inglese attivo nel XV secolo.

## Biografia
Niente si conosce della vita e dell'attività professionale di Hugh Kellyk, ma il suo Magnificat a cinque voci e il suo Gaude flore virginali a sette voci figurano tra i primi pezzi del Libro corale di Eton, non giunti a noi, ma contenuti nell'indice di detto manoscritto.